# تکسیرا دوارته
تکسیرا دوارته (انگلیسی: Teixeira Duarte) شرکت خوشه‌ای پرتغالی است، که در سال ۱۹۲۱ تأسیس شد.